# Braco de Puy

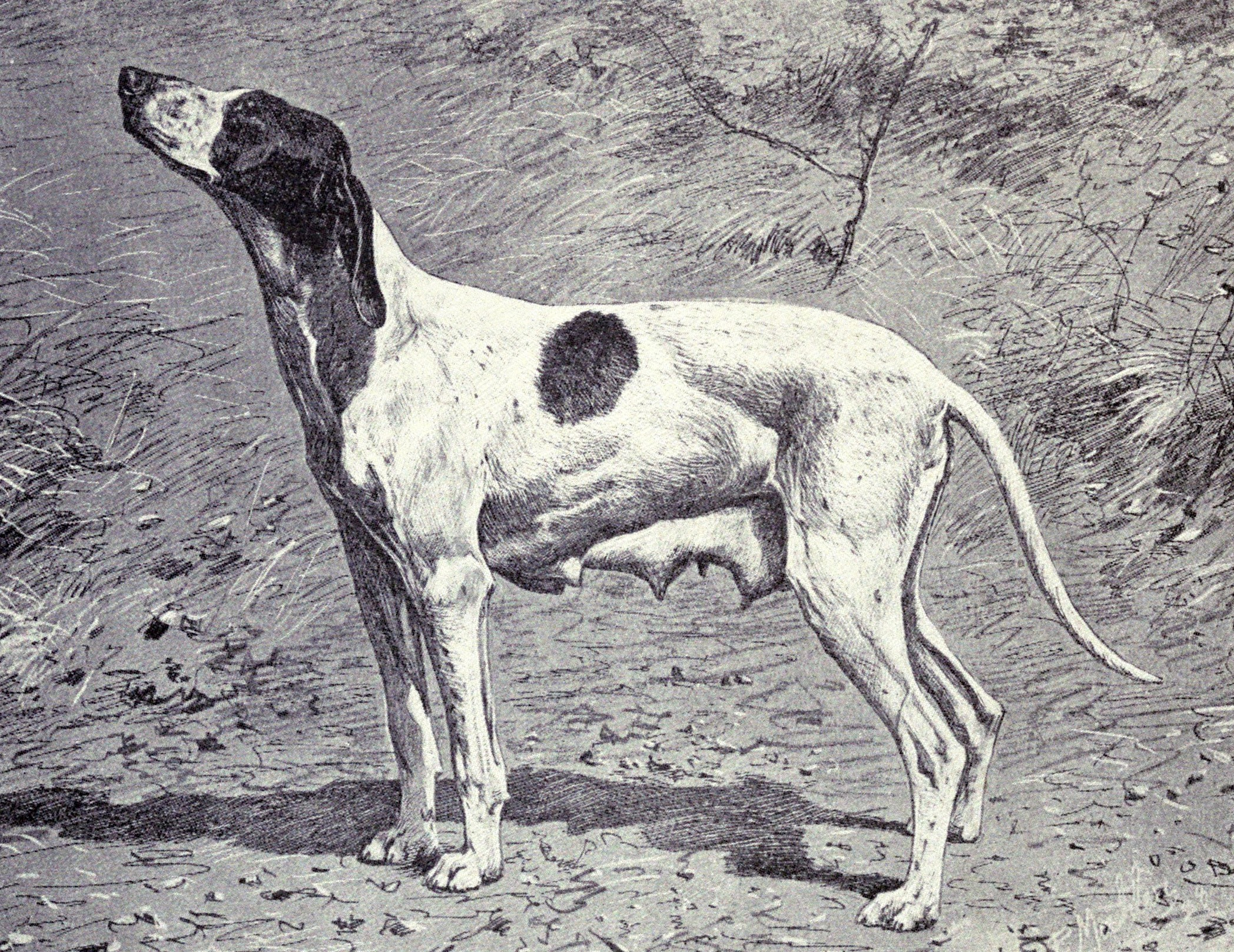
Dupuy Pointer circa 1915

El Braco de Puy fue una antigua raza francesa, hoy extinta, de perros criados para la caza en tierras planas y conocidos por ser rápidos y flexibles.
La raza se creó en Poitou en el siglo XIX mediante la cruza de bracos con lebreles. Posiblemente dos hermanos de apellido Puy cruzaron sus bracos franceses con los Sloughi traídos de África por soldados franceses. Aún queda un ejemplar en las islas Canarias pero se considera extinta por la falta de machos
El color del Braque du Puy era blanco con marcas anaranjadas y vivas y tenía un tamaño medio - grande. La raza ha desaparecido a día de hoy al menos en su forma original, aunque podría ser reconstituida desde otras razas y llamada Braque du Puy (o variantes de este nombre) en mercados de perros de razas en varias partes del mundo.